# (6831) 1991 UM1
(6831) 1991 UM1 (1991 UM1, 1952 UE1, 1955 QM1, 1981 OB) — астероїд головного поясу, відкритий 28 жовтня 1991 року.
Тіссеранів параметр щодо Юпітера — 3,636.